# Nightshade (игра, 2003)
Nightshade, в Японии известное как Kunoichi (яп. 忍 Куноити, «Женщина-ниндзя») — продолжение игры Shinobi (2002). Выпущена на консоль PlayStation 2 в 2003 году в Японии и в 2004 году на территории США и Европы. В отличие от других игр серии Shinobi, главным героем Nightshade является куноити Хибана.

## Сюжет
Действие игры происходит через год после событий игры Shinobi для консоли PlayStation 2. После того, как Хоцума победил злейшего демона, Токио начинает восстанавливаться после битвы. Чтобы окончательно расправится с участниками компании «Накатоми», правительство Японии обращается к женщине-ниндзя Хибане. Кроме того, Хибана собирается восстановить меч Акудзики.

### Персонажи
- Хибана (яп. 緋花) — главная героиня игры. Родилась в клане Оборо, но была удочерена в раннем возрасте. В настоящее время работает вместе с правительством Японии.
- Дзимуси (яп. 地蟲) — синоби земли и бывший учитель Хибаны. Самый старейший человек в клане Оборо. Позже стал работать на правительство.
- Кадзагурума (яп. 風車) — синоби ветра. Почётный воин. Первым противостоит Хибане.
- Ониби (яп. 鬼火) — синоби огня. Второй противник Хибаны. Хочет убить главную героиню.
- Хисуй (яп. 翡水) — синоби воды. Третий противник Хибаны.
- Курохаганэ (яп. 黒鋼) — главный антагонист игры. Робот, созданный группой Накатоми, чтобы извлекать куски меча Акудзики.

## Геймплей

Хибана атакует монстра.

Уровни в Nightshade линейны, и каждый из них завершается битвой с боссом. В игре есть элементы жанра hack and slash, то есть с помощью оружия, доступного у Хибаны (например, катаны или кинжалов), нужно атаковать врагов.
Nightshade также заимствует некоторые элементы платформера, такие как прыжки в воздухе, чтобы не упасть в пропасть. Хибана умеет делать только двойной прыжок.
Если у игрока доступно сохранение игры Shinobi, Хоцума, главный герой, может быть игровым персонажем в Nightshade. В отличие от Хибаны, Хоцума атакует врагов своим мечом Акудзики, а не катаной. Геймплей за Хоцуму идентичен предыдущей игре: проходя уровень нужно убивать своих врагов, чтобы «насытить» меч. Если Акудзики «голоден», то меч съест душу Хоцумы.

## Оценки и мнения
| Сводный рейтинг      | Сводный рейтинг |
| Агрегатор            | Оценка          |
| -------------------- | --------------- |
| GameRankings         | 67,85 %         |
| Metacritic           | 68/100          |
| MobyRank             | 68/100          |
| Иноязычные издания   |                 |
| Издание              | Оценка          |
| AllGame              | [ 4 ]           |
| Eurogamer            | 4/10            |
| Game Informer        | 6,5/10          |
| GamePro              | 4,0/5           |
| GameRevolution       | B               |
| GameSpot             | 7,9/10          |
| GameSpy              | [ 10 ]          |
| GamesRadar+          | [ 11 ]          |
| GameZone             | 7,5/10          |
| IGN                  | 7,0/10          |
| The Adrenaline Vault | [ 14 ]          |
| WorthPlaying         | 8,2/10          |

Игра получила смешанные отзывы от критиков, но большинство из них были положительными. Worth Playing оценили игру в 8,2 баллов. Сайт высоко оценил главную героиню, бои и экшн, однако отметил, что по мере прохождения игра становится всё скучнее. В итоге сайт заявил, что Nighshade развлечёт игрока на определённое время. Однако мнение GameSpot об игре было совершенно противоположным. В своём обзоре критик заявил, что Nightshade получилась лучше Shinobi, несмотря на критику дизайна и геймплея.
GamePro также высоко оценил игру, поставив 4 балла из 5. Из положительных сторон обозреватель выделил внутриигровое видео, звук и музыку, но из-за простой графики игре был снижен балл.
Несмотря на высокую оценку, GameZone заявил, что Nighshade одна из тех игр, в которые играют несколько раз в неделю, потом забывают и возвращаются к ней через год. Сайт также посоветовал купить игру только фанатам Shinobi.
IGN в своём обзоре сравнил Nighshade с Maximo: Ghosts to Glory и Maximo vs. Army of Zin. Сайт больше всего склонился к серии Maximo из-за наличий квестов и различных дополнений, которые отсутствуют в Nighshade.
GameSpy оценил игру в 3 звезды из 5. Из плюсов критик отметил быстрый и уникальный экшн, сплошной контроль и звук, но из-за «дешёвых», внезапных смертей и привязку неудач в сюжете сайт снизил оценку.
Eurogamer поставил оценку 4 балла из 10 возможных. Критик Роб Фахей из достоинств игры выделил улучшения от Shinobi в боевой системе и разнообразия уровней, но плохая анимация врагов, высокий уровень сложности и средняя графика заставила снизить итоговую оценку игре. В своём итоге обзора Nighshade назвали «чертовски плохой» по сравнению с другими играми для PlayStation 2, например, Castlevania и Devil May Cry.